# Internationaler FC Rostock
Der Internationale Fußball-Club Rostock (IFC) existierte von 1899 bis 1913. Im Mai 2015 wurde der Internationale Fußball-Club Rostock e.V. neu gegründet.

## Der historische IFC
Am 15. August 1899 wurde der Internationale Fußball-Club in Rostock gegründet. Die Gründungsmitglieder setzten sich vor allem aus männlichen Schülern, Studenten und angehende Kaufleuten zusammen, welche aus England, Holland und Südamerika kamen. Sie wohnten während ihrer Ausbildung in der Pension des aus England stammenden Sprachlehrers John Boyes. Aus demselben Jahr stammt der älteste Bericht über ein Fußballspiel des IFC gegen den Rostocker FC (RFC) von 1895. Die Vereinsmitglieder widmeten sich neben dem Fußball auch anderen Sportarten wie Leichtathletik, Tennis und Eishockey. Als Vereinsfarben wählte man Schwarz und Gelb.
Im Oktober 1900 lud der IFC die anderen mecklenburgischen Fußballvereine zur Ausspielung der ersten Landesmeisterschaft ein. Das Finale gewann der IFC mit 1:0 gegen den RFC. 1905 trat der Verein dem Mecklenburgischen Fußball-Bund bei. In der Saison 1909/10 gewann der IFC den Mecklenburgischen Meistertitel und erreichte zum einzigen Mal die erste Runde der Norddeutschen Meisterschaft.
1912 fanden erstmals Spiele auf dem vereinseigenen Sportplatz statt, der jedoch dem Bau einer Klinik weichen musste. 1913 begannen die Vereinsmitglieder mit der Anlage einer neuen Spielfläche auf dem bis heute bestehenden Sportplatz Am Waldessaum (früher: An der Trotzenburg). Im gleichen Jahr wurde der IFC in Rostocker Sportvereinigung von 1899 umbenannt.
1914 erfolgte der Zusammenschluss mit der Rostocker Turngenossenschaft zum Rostocker Turn- und Sportverein von 1899, zu dem 1919 auch der Rostocker Männerturnverein von 1860 beitrat. 1923 kam es mit der Abtrennung der Turnsparte (Reinliche Scheidung) zur erneuten Umbenennung in Rostocker Sportverein von 1899. Dieser ging 1938 in die Rostocker Turn- und Sportkameradschaft auf, die 1945 für aufgelöst erklärt wurde.
Auf sportlicher Ebene war der Club in den Meisterschaften des Mecklenburgischen Fußball-Bundes sowie der Fußball-Oberliga Lübeck-Mecklenburg aktiv. Größter Erfolg der Vereinsgeschichte war die durch die zweite Mecklenburgische Meisterschaft von 1909 erreichte Endrunde des Norddeutschen Fußball-Verbandes, in der Rostock im Viertelfinale Holstein Kiel mit 2:12 unterlag.

## Neugründung 2015
| Saison  | Liga                  | Klasse |   | Platz |
| ------- | --------------------- | ------ | - | ----- |
| 2016/17 | 2. Kreisklasse Warnow | XII    |   | 05/12 |
| 2017/18 | 2. Kreisklasse Warnow | XII    | ▲ | 01/11 |
| 2018/19 | 1. Kreisklasse Warnow | XI     | ▲ | 01/13 |
| 2019/20 | Kreisliga Warnow      | X      |   | 06/13 |
| 2020/21 | Kreisliga Warnow      | X      |   | 04/8  |
| 2021/22 | Kreisliga Warnow      | X      | ▲ | 01/8  |
| 2022/23 | Kreisoberliga Warnow  | IX     |   | 08/10 |
| 2023/24 | Kreisoberliga Warnow  | IX     |   | 11/14 |
| 2024/25 | Kreisoberliga Warnow  | IX     |   | 07/13 |

Im Mai 2015 wurde der Internationale Fußball-Club Rostock e.V. neu gegründet. Teile der Mitglieder gehörten zuvor zur Fanszene des Rostocker FC. Der Verein spielte zwei Jahre in der 2. Kreisklasse Warnow des Landesfußballverbandes Mecklenburg-Vorpommern, in der man 2018 Meister wurde. Als einziger Fußballverein in Mecklenburg-Vorpommern, der sich offen politisch links positioniert, war er wiederholt Thema in überregionalen Medien. Der Internationale FC Rostock bemüht sich unter anderem um die Integration von Flüchtlingen. Der Verein hat rund 250 Mitglieder, zwei Herrenmannschaften, eine Frauenmannschaft, ein Ü35-Team, eine Dartsgruppe und Rollerderby. Die Abteilung „Girlsunited“ gewann 2021 den „Großen Stern des Sports“ in Mecklenburg-Vorpommern.

## Statistik
- Teilnahme Endrunde im Norddeutschen Fußball-Verband: 1909/10